# Kościół św. Klemensa i św. Małgorzaty w Klementowicach
Kościół św. Klemensa i św. Małgorzaty w Klementowicach – rzymskokatolicki kościół parafialny z 1927 roku w Klementowicach w powiecie puławskim, wpisany do rejestru zabytków nieruchomych województwa lubelskiego.

## Historia

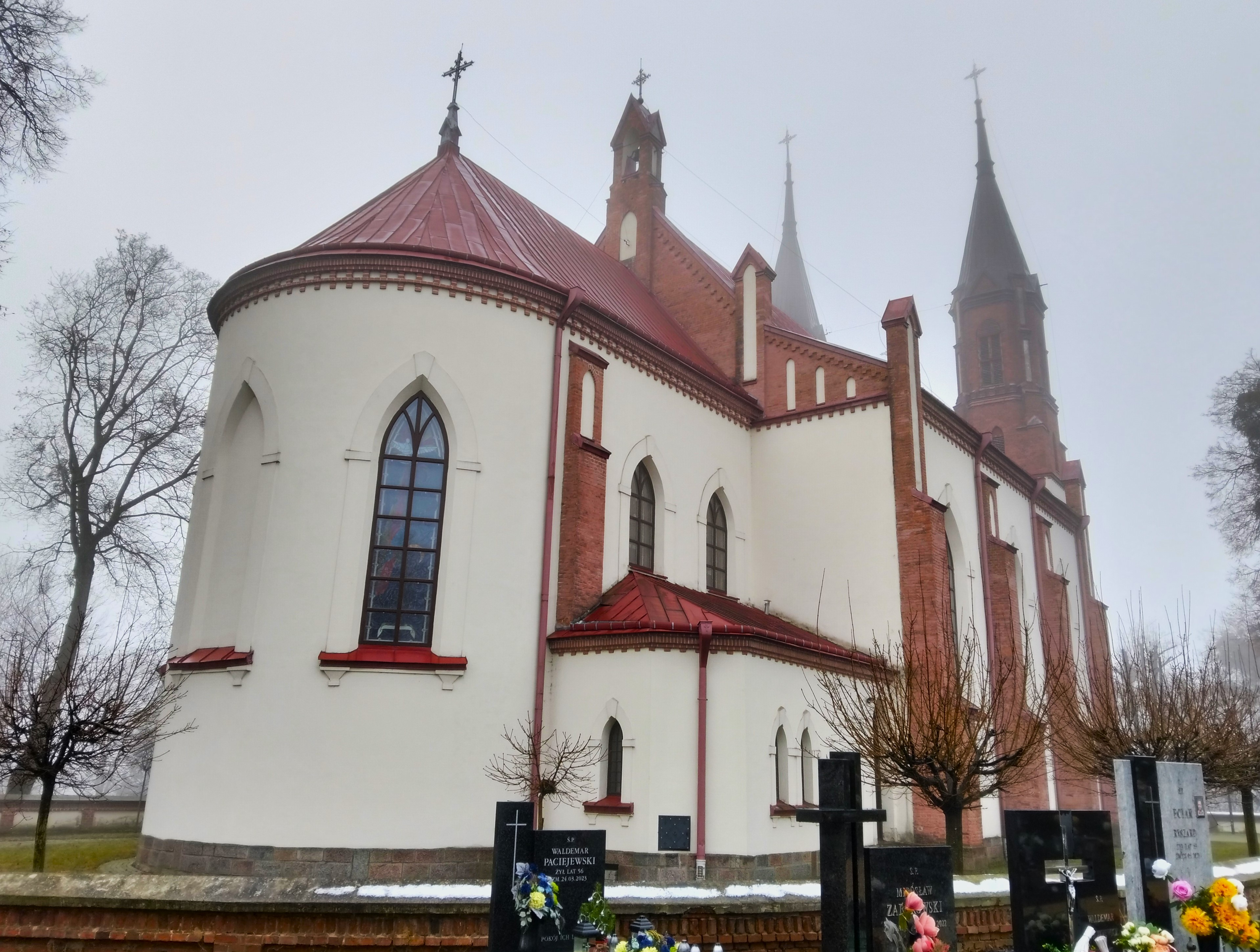
Widok od prezbiterium

Pierwszą, drewnianą świątynię we wsi wzniósł Piotr Kurowski (zmarły w 1463) za środki odziedziczone po swoim bracie, Mikołaju. Wcześniej wierni uczęszczali zapewne do kościoła w Wąwolnicy. Parafię klementowicką erygował biskup Wojciech Jastrzębiec w 1418. Następcami Kurowskich byli Zbąscy, którzy nie mieli środków na parafię, w związku z czym kościół był zaniedbany. W drugiej połowie XVI wieku, właściciel Kurowa, kasztelan lubelski Abraham Zbąski przeszedł na kalwinizm i nakazał rozbiórkę świątyni, co spowodowało likwidację parafii (potem Zbąscy wrócili na łono katolicyzmu).
Około 1684 wzniesiono we wsi nowy, modrzewiowy kościół na podmurówce, który ufundował Adam Kotowski. Świątynia ta nosiła wezwanie św. Małgorzaty i św. Klemensa. Projektantem obiektu był Tylman z Gameren. 5 czerwca 1690 biskup Jan Małachowski przywrócił miejscową parafię w jej dawnych granicach. Budowla poświęcona 17 października 1690 przez biskupa Stanisława Szembeka, dotrwała do początków XX wieku. Na wyposażeniu kościoła były trzy dzwony („Klemens”, „Adam” i „Dominik”). Jeden z nich zarekwirowali Rosjanie podczas powstania listopadowego.
W 1803 biskup Wojciech Skarszewski wyszedł z inicjatywą budowy nowej, murowanej świątyni, jednak powstała wówczas tylko szkoła parafialna. W 1870 zbudowano kostnicę i murowaną dzwonnicę wolnostojącą. Kościół był remontowany w 1872 (remont dofinansowali Klemensowscy). Mimo przeprowadzanych, niedostatecznych jednak, remontów obiekt ostatecznie rozebrano w 1916.
W 1917 poświęcono tymczasową kaplicę oraz fundamenty pod nowy kościół, który ukończono w 1927 (zbudowany był wyłącznie z funduszy parafian; zaprojektował go Władysław Łaszkiewicz). Został on poświęcony przez kanonika Ignacego Skowronka 23 listopada 1927. Reprezentuje styl neogotycki. Stoi na fundamentach poprzedniej bryły. Wewnątrz znajdują się ołtarze, ambona, cyborium i chrzcielnica zaprojektowane przez Tylmana z Gameren, wykonane przez warszawskiego snycerza, Wilhelma Barsza.

## Organy
Organy pochodzą z poprzedniego, drewnianego kościoła i były remontowane przez Krzysztofa Deszczaka w latach 2013–2014. Posiadają wiatrownice stożkowe, a skala ich manuału to C-f3 przy skali pedału C-f.

## Otoczenie
Przy świątyni stoi figura Matki Boskiej z 1905. Na postumencie pomnika umieszczony jest napis: Na pamiątkę odzyskania wolności religijnej.

## Galeria

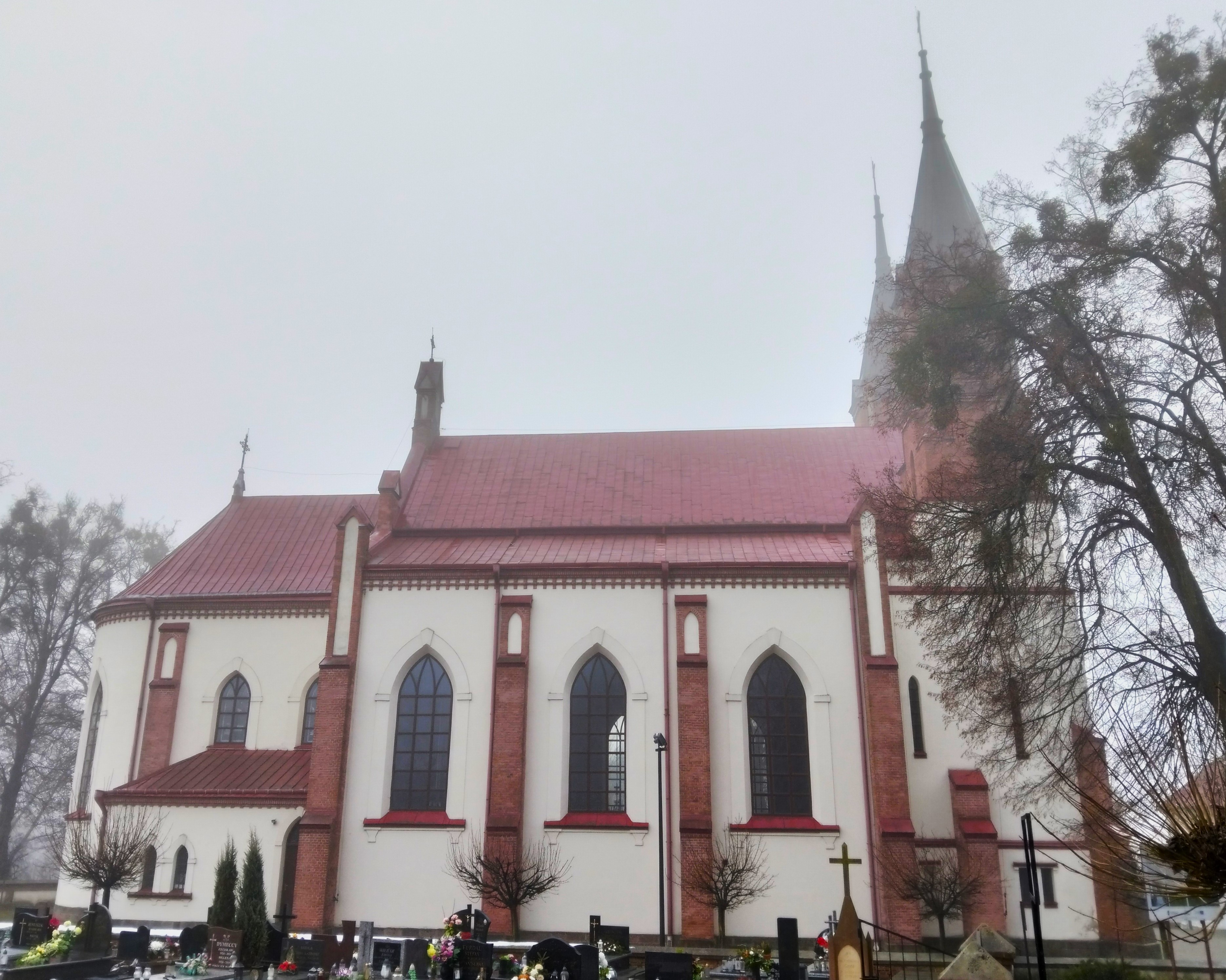
Elewacja północna
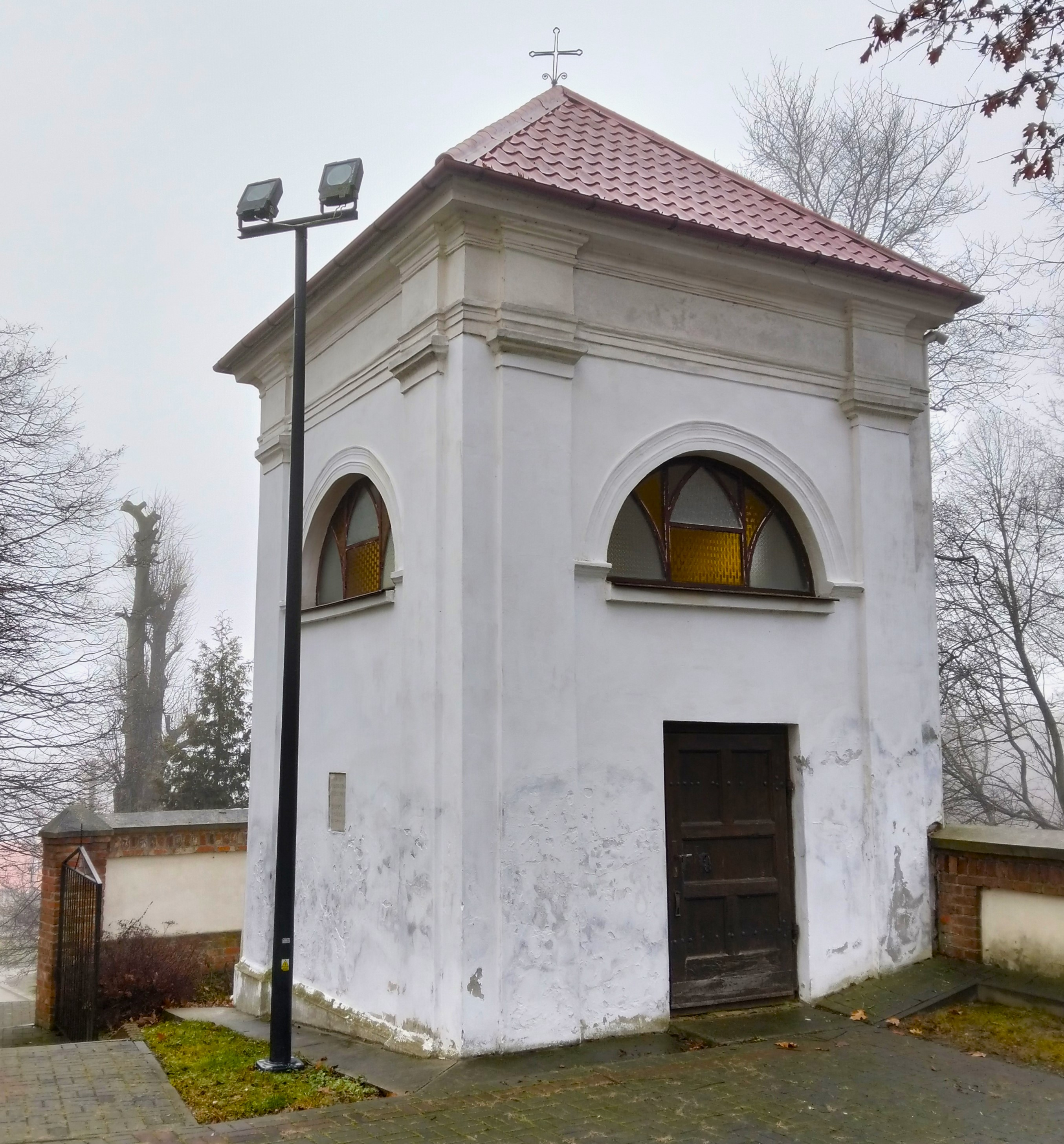
Dzwonnica z 1870
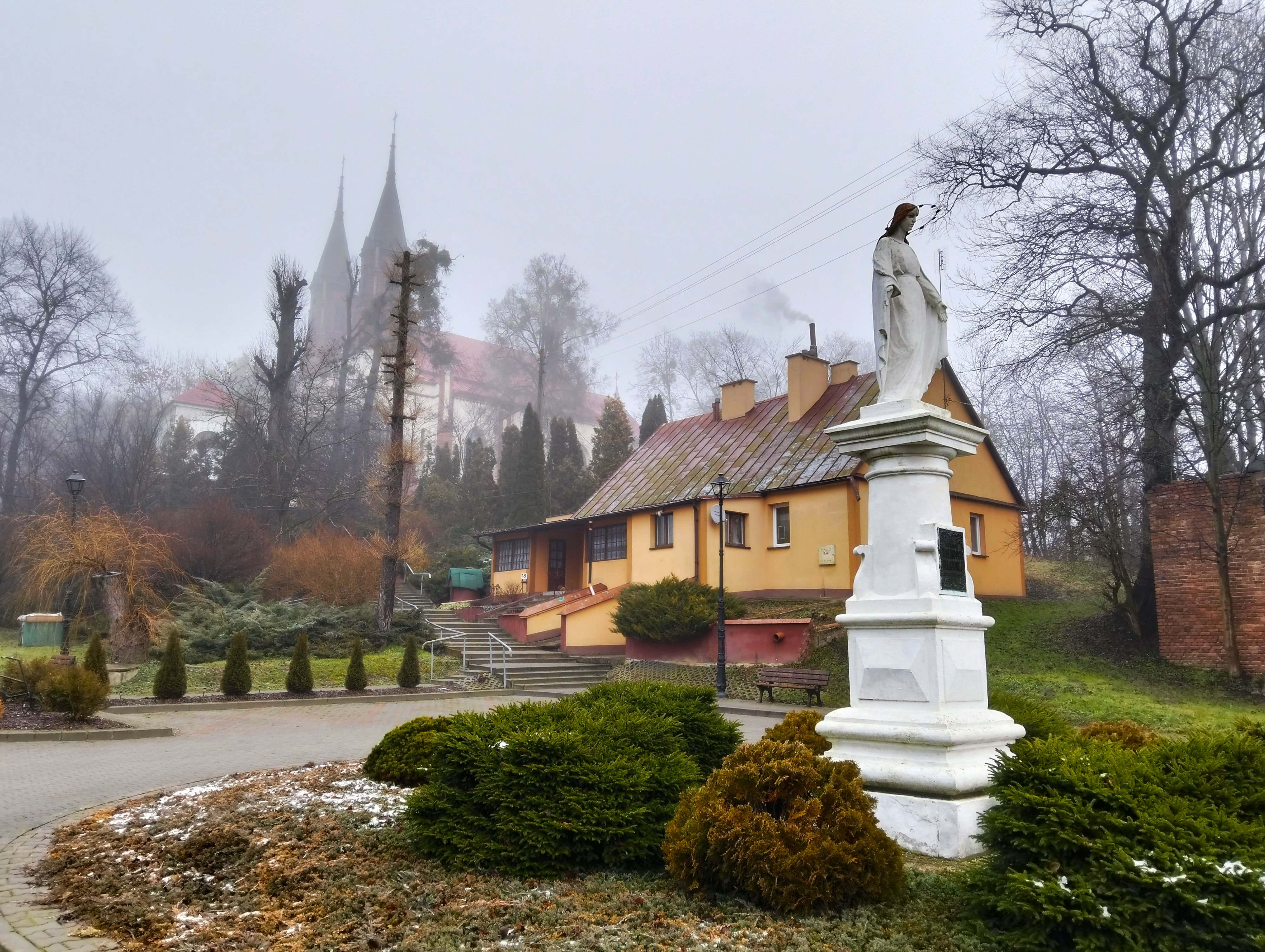
Otoczenie